# Mercedes-Benz O305
Il Mercedes-Benz O305 è un autobus tedesco prodotto dal 1968 al 1987.

## Progetto
Verso la fine degli anni '60, in Germania nacque l'esigenza, da parte delle aziende di trasporto, di disporre di un modello di autobus "unificato" così da rendere meno costosa e più facile la reperibilità dei ricambi e realizzare economie di scala. A tale scopo venne costituita la VOV (Verband öffentlicher Verkehrsbetriebe), il cui obiettivo era l'emanazione dei normative volte alla costruzione di autobus standardizzati.

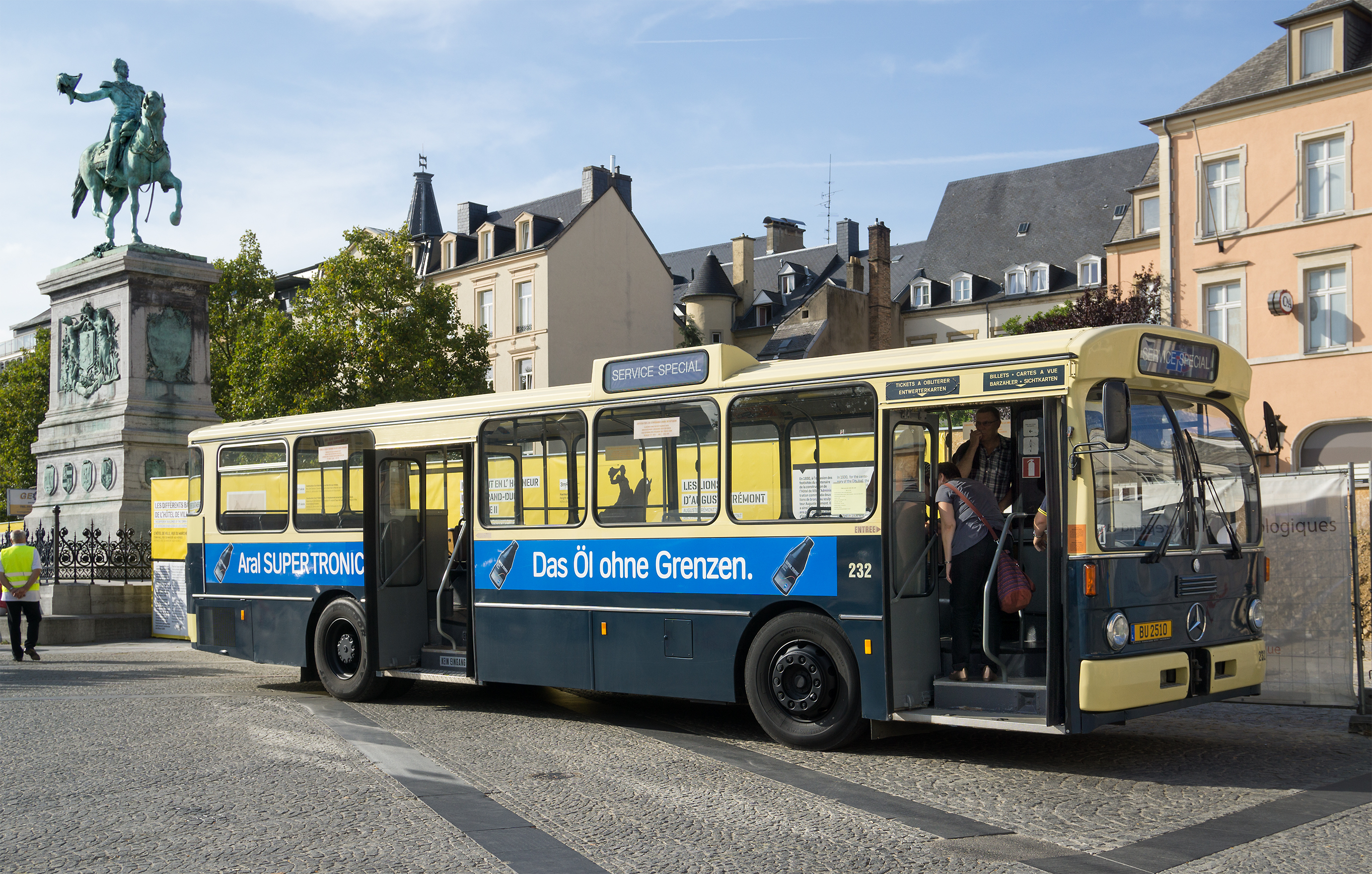
Mercedes-Benz O305 in Lussemburgo

La prima generazione di autobus VOV vide la luce a fine anni '60: tra questi, vi era il Mercedes-Benz O305.

## Tecnica
L'O305 è equipaggiato con il motore OM 360, erogante 170 o 192 cavalli e posto in posizione posteriore; il cambio può essere manuale a 5 marce con sincronizzatore o automatico W3D-080 a 3 marce. Successivamente, dal 1974, l'O305 riceve il nuovo motore OM 407, erogante in un primo momento 180 o 210 cavalli, poi portati a 200 o 240. Sempre nel 1974 viene rivista la linea del mezzo con l'adozione di un parabrezza di nuovo tipo, più avvolgente, ripreso dal Mercedes-Benz O307 (versione interurbana dell'O305).
L'O305 ha riscosso un grandissimo successo in tutta Europa, anche grazie alla sua affidabilità ed economia.

## Versioni
Ecco un riepilogo delle versioni prodotte:

### O305
- Lunghezza: 11 metri ca.
- Allestimento: Urbano, Interurbano (O307)
- Alimentazione: Gasolio, Ibrido (O305E), Filobus (O305T)
- Porte: 2 ad espulsione o rototraslanti

### O305G
- Lunghezza: 18 metri
- Allestimento: Urbano
- Alimentazione: Gasolio
- Porte: 3 ad espulsione o rototraslanti

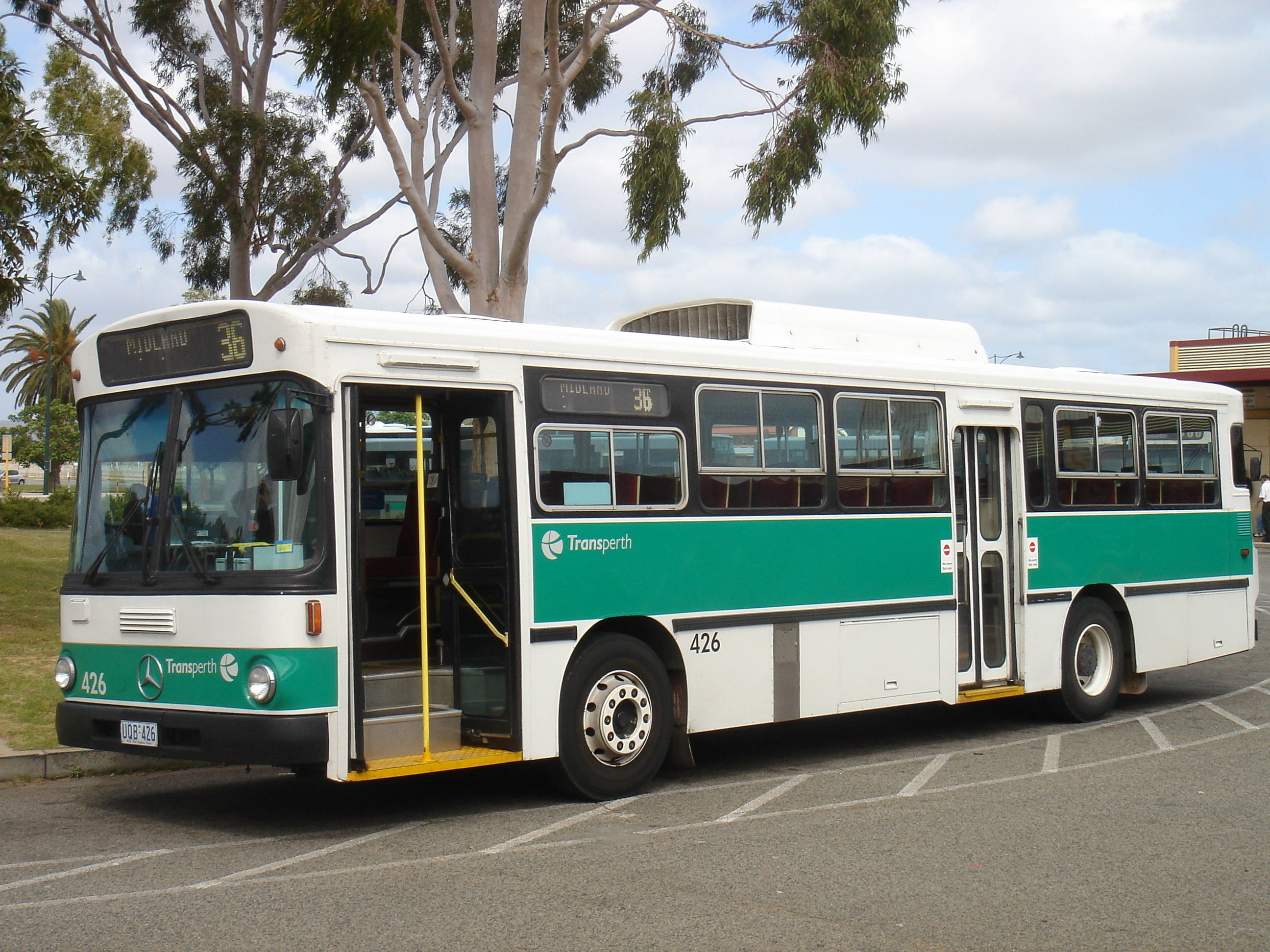
O305 con guida a destra in servizio a Perth

## Diffusione
L'O305 ha avuto una grandissima diffusione in Germania e in tutta Europa; sono state anche allestite versioni attrezzate per la guida a destra, destinate all'esportazione in Regno Unito o nel Commonwealth; la sola città di Sydney vide in servizio oltre 1 300 autobus di questo tipo.
In Italia pochissime aziende hanno acquistato questo modello di autobus. Fa eccezione l'AMAT Taranto, che acquistò due lotti di O305 per un totale di 17 vetture; immatricolati nella serie 140-166, questi mezzi presentavano la livrea arancio-avana.